# Xarxa Stay Behind
La Xarxa Stay Behind és un operatiu creat per organitzacions secretes a un país, llestes per a actuar en cas que un enemic ataqués el seu territori. En aquest cas, els operaris passarien a formar la base d'un moviment de resistència o a actuar com a espies darrere de les línies enemigues. Les operacions poden cobrir petites zones o tenir capacitat de poder reaccionar davant la conquesta de tot un país.

## Naixement
Les Xarxes Stay Behind, incloent moviments partisans i de resistència, van tenir una grandària significativa durant la Segona Guerra Mundial, alliberant per ells mateixos vastos territoris de països ocupats per l'Eix, com Itàlia, Iugoslàvia o la Unió Soviètica, o mantenint ocupades a nombroses tropes alemanyes en la rereguarda.
Durant la Guerra Freda, l'Organització del Tractat de l'Atlàntic Nord (OTAN) i l'Agència Central d'Intel·ligència (CIA) dels Estats Units van patrocinar nombroses Xarxes Stay Behind en molts països europeus amb la intenció d'activar-los en cas que els països del Pacte de Varsòvia els ataquessin o que algun partit comunista d'aquests països arribés al poder democràticament. Segons Martin Packard, aquests grups «van ser finançats, armats i entrenats en activitats de resistència encoberta, incloent assassinats, provocació política i tàctiques de desinformació». Al llarg dels anys es van trobar molts amagatalls d'armes ocultes a Itàlia, Àustria, Alemanya, Holanda i altres països, a la disposició d'aquests exèrcits secrets. La més famosa d'aquestes operacions de l'OTAN va ser l'Operació Gladio, l'existència de la qual va ser reconeguda pel Primer Ministre italià Giulio Andreotti el 24 d'octubre de 1990.
En alguns casos, aquests operatius es desvien del seu propòsit declarat i es converteixen en actius contra elements als seus propis països que considerin «subversius» -en lloc d'esperar i lluitar contra una invasió directa, al·leguen estar lluitant contra «una subversió silenciosa al seu país».

## Desenvolupament
La Xarxa Stay-Behind va ser esmentada el 1976 en l'informe de la comissió de recerca parlamentària d'EE.UU. sobre la CIA presidit pel senador Frank Church. Informacions més precises van ser donades per a coneixement públic el 1978 per l'antic cap de l'stay-behind i exdirector de l'CIA, Wiliam Colby, en la seva autobiografia.
Nombrosos detalls han estat publicats el 1982 pel coronel Alfred H. Paddok, antic comandant del 4. º. Grup d'Acció Psicològica. En el mateix 1982, el responsable de l'Oficina de Recerques Especials, John Loftus, va revelar les condicions de reclutament dels stay-behind entre els agents nazis. El periodista i historiador Gianni Flamini va descriure les seves accions a Itàlia en la seva monumental obra (1981 a 1984). La redefinició de les accions del stay-behind va ser analitzat durant un col·loqui organitzat el 1988 pel United States National Strategy Informació Center (Centre Nacional d'Informació Estratègica dels EE. UU.).
Malgrat l'abundant bibliografia i documentació d'aquest moviment, aquesta informació està tallada i dona una imatge tergiversada del sistema. Documents del Departament d'Estat d'EE.UU. desclassificats i publicats han completat la informació respectiva, donant a conèixer l'existència d'un dispositiu global d'ingerència en la vida democràtica dels països aliats. Aquesta xarxa d'espionatge va ser molt més àmplia del que es pensava, fins i tot els stay-behind no van ser els únics a participar.

## Infiltració per l'Stasi
La Xarxa Stay Behind va ser penetrada per l'Stasi des dels 70. Heidrun Hofer, una secretària que treballava al Departament IV del Bundesnachrichtendienst de Múnic, el servei a càrrec de la direcció de la xarxa stay-behind va ser contactada i va començar a treballar per a l'Stasi. Ja des dels 60 l'Stasi identificava un tipus especial d'agents del servei secret de la RFA. L'Stasi els anomenava «agents» (Überrollagenten), es preparaven per a una invasió dels exèrcits del Pacte de Varsòvia i havien estat entrenats per a la realització d'accions subversives darrere de les línies enemigues.
| « | Aquests agents són homes i dones, ciutadans de la RFA que viuen en territori d'Alemanya occidental, en molts casos al llarg de la frontera amb la RDA i Txecoslovàquia. Tenen un bon coneixement de la seva zona d'operacions i actuen sols o en grups de 3 o 4 per fer missions que se'ls confien en un radi de 40 quilòmetres a partir del lloc on resideixen. Segons les informacions de què disposem, entre 16 i 20 unitats estan en contacte regular amb el BND. Segons diverses fonts al si del BND, el nombre total d'agents es podria elevar a 80. | » |
| — MfS Hauptabteilung III. Report of General Major Männchen to Genosse Generalleutnant Neiber, Berlín, 6 de novembre de 1984. Desclasificat. | |   |

## Es reconeix la seva existència
L'existència de l'stay-behind va ser oficialment reconeguda a Alemanya, Àustria (xarxa Schwert), a Bèlgica, a Dinamarca, a Espanya, a França (Rosa dels vents), a Grècia (Vellón vermell), a Itàlia (Gladio), a Luxemburg, a Noruega, a Holanda, a Portugal, al Regne Unit, a Suècia, a Suïssa i a Turquia. Cap recerca va ser duta a terme dins de les institucions de la Unió Europea, malgrat la gran quantitat d'informació i dels nombrosos indicis que deixaven pensar que els stay-behind controlaven els engranatges essencials de la unió pa-europea.
En el moment de l'escàndol que va desencadenar Andreotti, el 1990, el canal de televisió privat RTL va commocionar a l'opinió pública alemanya en revelar en un reportatge sobre l'Gladio que exmembres de la temuda Waffen-SS havien estat després membres de la xarxa stay-behind alemanya.
| « | Alemanya disposava d'un excel·lent potencial en homes entrenats per conformar les unitats clandestines i les reserves de l'exèrcit secret unitats stay-behind. Una resistència eficaç es pot i s'ha d'organitzar. | » |
| — Document de l'estat major nord-americà titulat Overall Strategic Concepts (Conceptes Estratègics Generals) 28 | |   |

Fins i tot es van planificar accions de subversió dins de les fronteres alemanyes.